# Caithness and Sutherland Peatlands
De Caithness and Sutherland Peatlands vormen een groot gebied van blanket bog en veen. dat een aantal van elkaar losgekoppelde regio's beslaat in de historische graafschappen Caithness en Sutherland in het uiterste noorden van Schotland, in een gebied dat bekend staat als Flow Country. Met een totale oppervlakte van 143.503 hectare is het een van de grootste erkende natuurgebieden in het Verenigd Koninkrijk en het grootste Ramsargebied in Schotland.
Het gebied heeft een grote verscheidenheid aan vegetatie en ondersteunt een grote verscheidenheid aan broedende watervogels, waaronder internationaal belangrijke populaties grauwe gans en bonte strandloper, en nationaal belangrijke populaties van tien andere watervogelsoorten. Het is ook belangrijk voor verschillende zeldzame en schaarse soorten mos.
Caithness and Sutherland Peatlands is erkend als een drasland van internationaal belang onder de Conventie van Ramsar en is aangewezen als een gebied van bijzonder wetenschappelijk belang, een speciale beschermingszone en een speciale beschermingszone. 154 km² van het gebied is ook aangewezen als nationaal natuurreservaat Forsinard Flows.